# Габінет Олег Миколайович
Оле́г Микола́йович Габіне́т (1989—2014) — солдат Збройних сил України, учасник російсько-української війни.

## Життєвий шлях
Народився 1989 року в селі Вільне (П'ятихатський район, Дніпропетровська область). 1990 року родина переїхала до села Сасівка Компаніївського району.
У часі війни — навідник-оператор, 17-та окрема танкова бригада.
14 вересня 2014-го загинув поблизу села Тоненьке Ясинуватського району під час оборони підходів до Донецького аеропорту — снаряд російських терористів поцілив у танк, котрий потрапив у засідку.
Похований в селі Сасівка з військовими почестями 23 вересня 2014-го.
Без Олега лишилась мама.

## Нагороди і вшанування
За особисту мужність і героїзм, виявлені у захисті державного суверенітету та територіальної цілісності України, вірність військовій присязі під час російсько-української війни, відзначений — нагороджений
- орденом «За мужність» III ступеня (посмертно)
- Його портрет розміщений на меморіалі «Стіна пам'яті полеглих за Україну» у Києві: секція 4, ряд 5, місце 21
- Вшановується в меморіальному комплексі «Зала пам'яті», в щоденному ранковому церемоніалі 14 вересня[2]